# Rakaia antipodiana
Rakaia antipodiana – gatunek kosarza z podrzędu Cyphophthalmi i rodziny Pettalidae.

## Występowanie
Jak wszyscy przedstawiciele rodzaju jest endemitem Nowej Zelandii. Występuje na Wyspie Południowej w regionie Canterbury.